# Синтетическая биогеография
Синтетическая биогеография (синтез биогеографии и экологии) — география экосистем и биоценозов, современное направление биогеографических исследований характеризующееся привлечением комплексных и количественных методов широкого круга географических и биологических дисциплин на базе комплексных и количественных показателей. Она с разных сторон оценивает биогеографические особенности и своеобразие территорий, и позволяет сравнивать природные территориальные комплексы с помощью стандартных показателей и характеристик.
C 1974 года биогеография входит в новый учебный курс в ВУЗах, вместо отдельно изучаемых: зоогеография и фитогеография (геоботаника). Программа ценотической инвентаризации заповедников МСХ СССР начала использовать на практике методические приёмы синтетической биогеографии.

## Термин
Биогеография, как наука, уже имеет сложный синтетический характер объединяющий понятия из биологии, географии, экологии, охраны природы и имеющий собственные специфические понятия.
Первичный синтез наук изучающих распределение организмов начался с теоретического объединения зоогеографии и фитогеографии как частей биогеографии. Они взаимно обогащают друг друга и необходимы для сравнительно-географических исследований. Это составляет основу современной биогеографической методологии. Биогеографический синтез — экосистемный подход и объединение географии животного населения и географии растительности.
Ландшафтная и экологическая зоогеография всегда привязаны к флористическим характеристикам местности. Поэтому именно зоогеографические исследования вносят наибольший вклад в синтетическую биогеографию (1978):

Можно сказать, что география экосистем и биоценозов (то есть синтетическая биогеография) зависит в наибольшей степени от сравнительно географических исследований зооценозов (или, что можно считать синонимами, животного населения). Видимо, не слишком парадоксально прозвучит утверждение, что одна из важных целей современной зоогеографии — способствовать своему перерастанию и преобразованию в биогеографию.
География экосистем — синтетическое направление биогеографических исследований, основывающееся на разнообразных сведениях и теоретических изысканиях в ауто- и синэкологии,
эволюции организмов, теории систем, зоогеографии и фитогеографии, палеонтологии, палеогеографии и исторической геологии.

## История
Синтетическая биогеография как направление начало развиваться в ландшафтной биогеографии, при накоплении количественных данных по разным природно-территориальным комплексам.
В 1950-х годах базой послужили основные принципы ландшафтной зоогеографии сформулированные А. П. Кузякиным и А. Н. Формозовым и развитые в МГУ и Институте географии АН СССР. Дальнейшему развитию синтетических тенденций в биогеографии способствовала Международная биологическая программа (МБП).
Комплексные исследования заключались в изучении растительных организмов, позвоночных и беспозвоночных животных почв и надпочвенных ярусов. В результате оказалось возможным оценить не только запасы биомассы, но и суммарный метаболизм отдельных групп и основные потоки энергии. Такие оценочные биосферные исследования осуществляются на стыке биологических наук и наук о Земле.
А. Г. Банников так описывает это направление биогеографии как: 

… обобщённое синтетическое представление о биоценозах суши, о тех сложных и динамических комплексах, которые образуют живые организмы— А. Г. Банников, отзыв на книгу Биогеография материков
С 1960-х годов произошло развитие биогеоценотических, биоэнергетических и экосистемных концепций, наметились системные тенденции в физической географии и балансовые направления в экологии.
В 1970-х годах теоретические основы современной синтетической биогеографии разработал П. П. Второв, в научных трудах и докторской диссертации (1978).
В дальнейшем биогеографию экосистем развивали на кафедре биогеографии Географического факультета МГУ и в лаборатории биогеографии Института географии РАН.

## Задачи и методы науки
В современной биогеографии существуют три направления: — регистрирующее, каузальное и синтетическое.
Для синтетической биогеографии характерны:
- Объект исследования — целые сообщества, а не отдельные группы организмов.
- Основной метод исследования — количественные учёты и сравнительно-географический анализ.

Задачи синтетической биогеографии:
- Получение комплексных сопряжённых данных о биоте.
- Сравнительно-географический подход к анализу и интерпретации этих данных.
- Прогноз изменений при воздействиях на природу, на основе сравнительно-географического метода.

Методы и цели изучения зоогеографии и фитогеографии имеют много общего, их биогеографический синтез во многом оправдан и обогащает друг друга (особенно в экологической/ландшафтной зоогеографии), несмотря на разные объекты изучения. Исследование распределения комплекса организмов в экосистемах разного масштаба и является основой методологии синтетической биогеографии.
Важной задачей также является сохранение экосистем. П. П. Второв принимал участие в 14 Генеральной ассамблеи МСОП (Ашхабад. 25 сентября — 5 октября 1978 года). В интервью в он отметил важность комплексной охраны природы:

Сейчас на повестке дня … сохранение целых сообществ растений и животных со свойственным им местом обитания, сохранение экосистем. А потому возникает необходимость создания новой «Красной книги». В этой книге будут перечислены экосистемы, нуждающиеся в защите.